# Shanus taibaiensis
Shanus taibaiensis là một loài nhện trong họ Linyphiidae.
Loài này thuộc chi Shanus. Shanus taibaiensis được Andrei V. Tanasevitch miêu tả năm 2006.